# Hydraena browni
Hydraena browni är en skalbaggsart som beskrevs av Perkins 1980. Hydraena browni ingår i släktet Hydraena och familjen vattenbrynsbaggar. Inga underarter finns listade i Catalogue of Life.